# محوطه لگموج بی
محوطه لگموج B مربوط به دوره تیموریان - دوره صفوی است و در شهرستان املش، بخش مرکزی، دهستان املش شمالی، روستای لگموج واقع شده و این اثر در تاریخ ۱۲ دی ۱۳۸۶ با شمارهٔ ثبت ۲۰۴۳۵ به‌عنوان یکی از آثار ملی ایران به ثبت رسیده است.